# Le Fermont Military Cemetery, Rivière
Le Fermont Military Cemetery, Rivière est un cimetière militaire britannique de la Première Guerre mondiale, situé sur le territoire de la commune de Rivière, dans le département du Pas-de-Calais, au sud-ouest d'Arras.

## Localisation
Ce cimetière est situé à 1,5 km au nord-est du village, rue du Fermont.

## Histoire

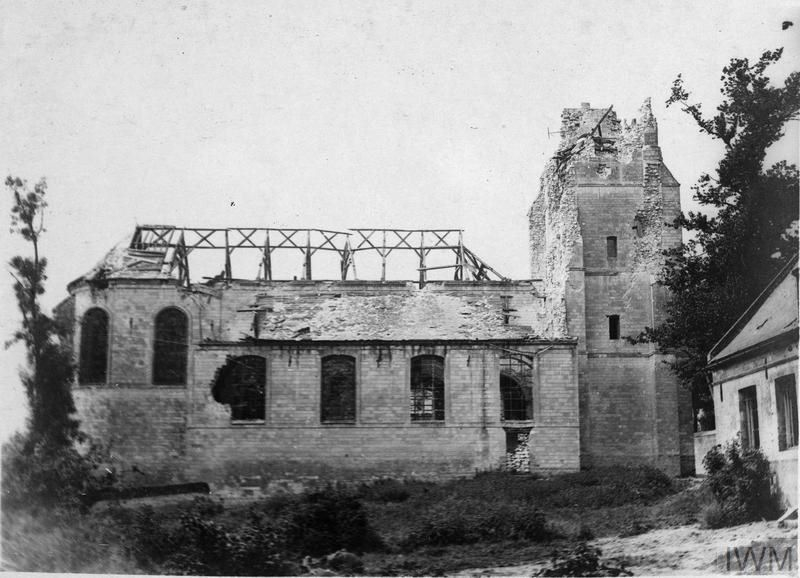
État de l'église de Rivière à l'issue de la Première Guerre mondiale.

Le secteur était situé juste à l'arrière de la ligne de front. Ce cimetière est commencé en mars 1916 et fermé en mars 1917, à l'exception d'un enterrement en mars 1918. Il contient 81 sépultures de la Première Guerre mondiale.

## Caractéristiques
Ce cimetière, au plan rectangulaire de 35 × 16 m, est entouré d'un muret de moellons sur trois côtés. Il a été conçu par l'architecte britannique William Harrison Cowlishaw.

## Galerie

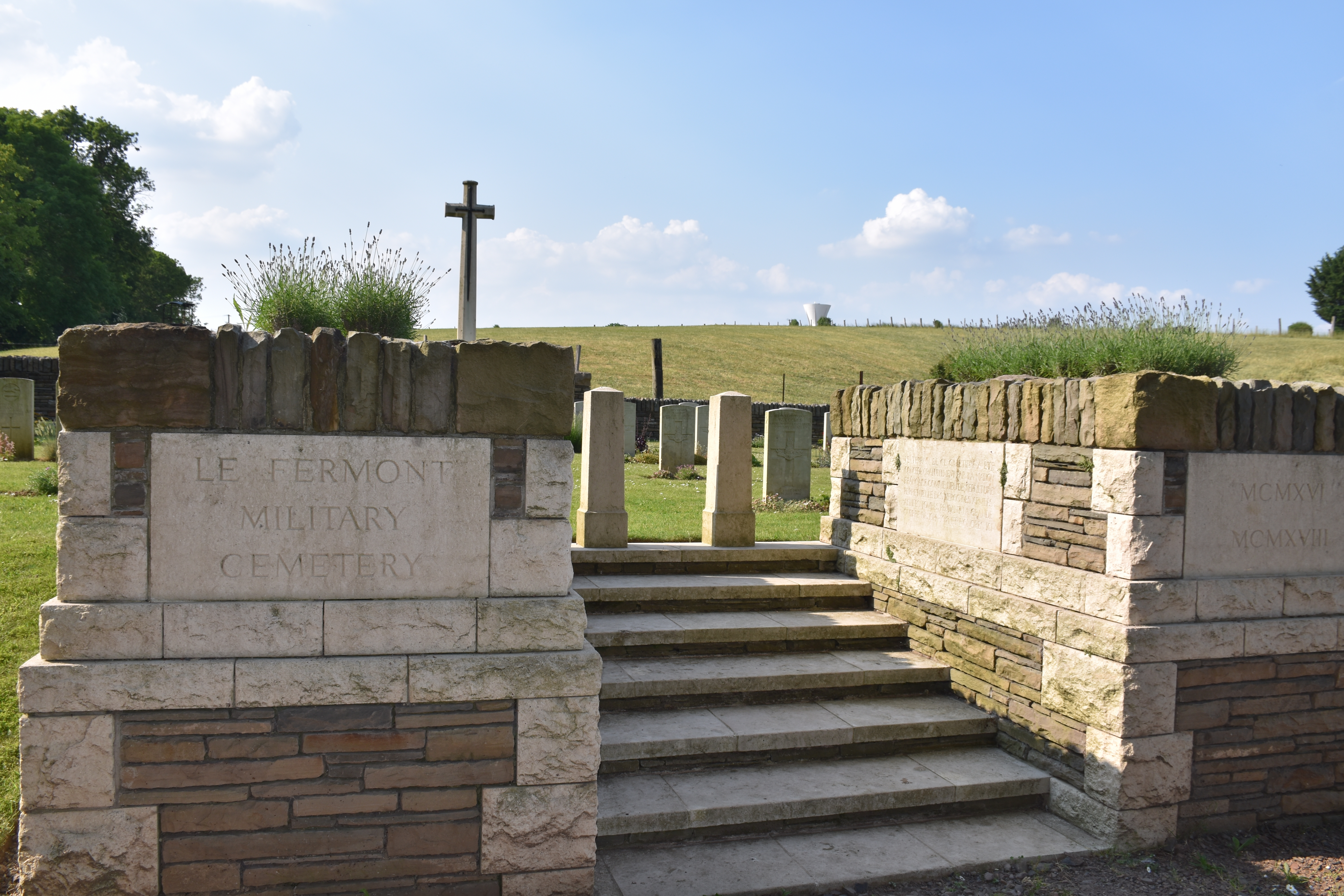
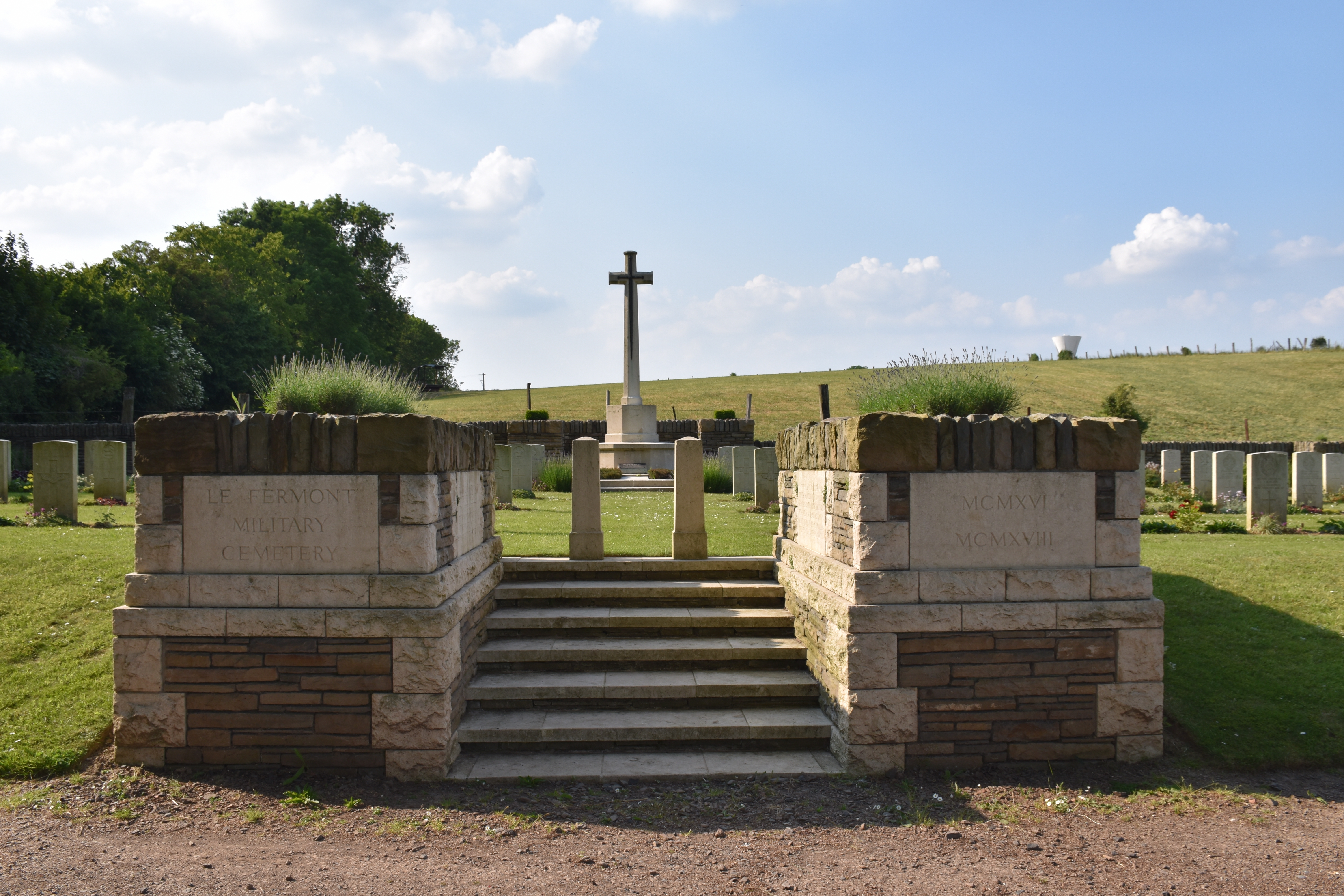
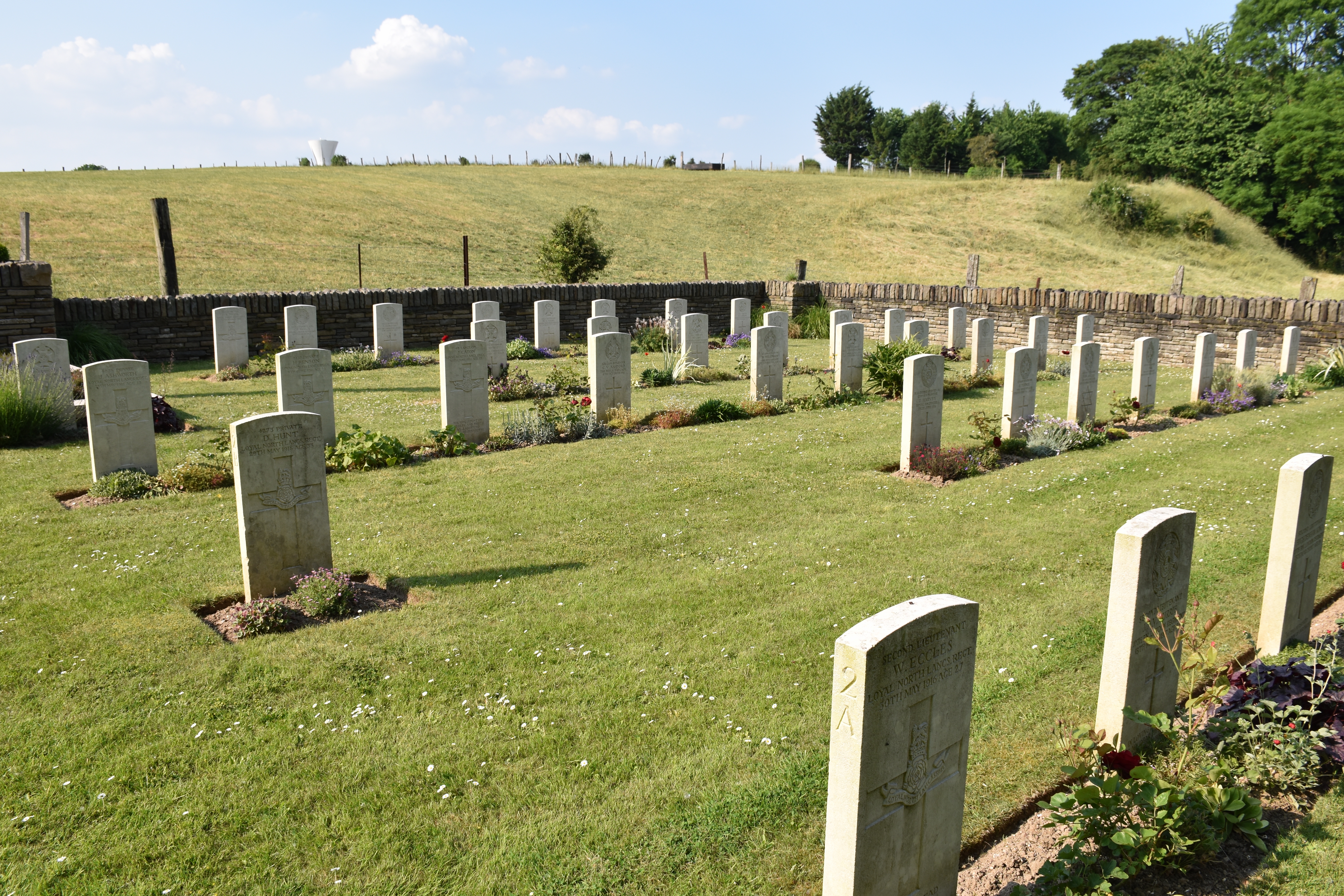
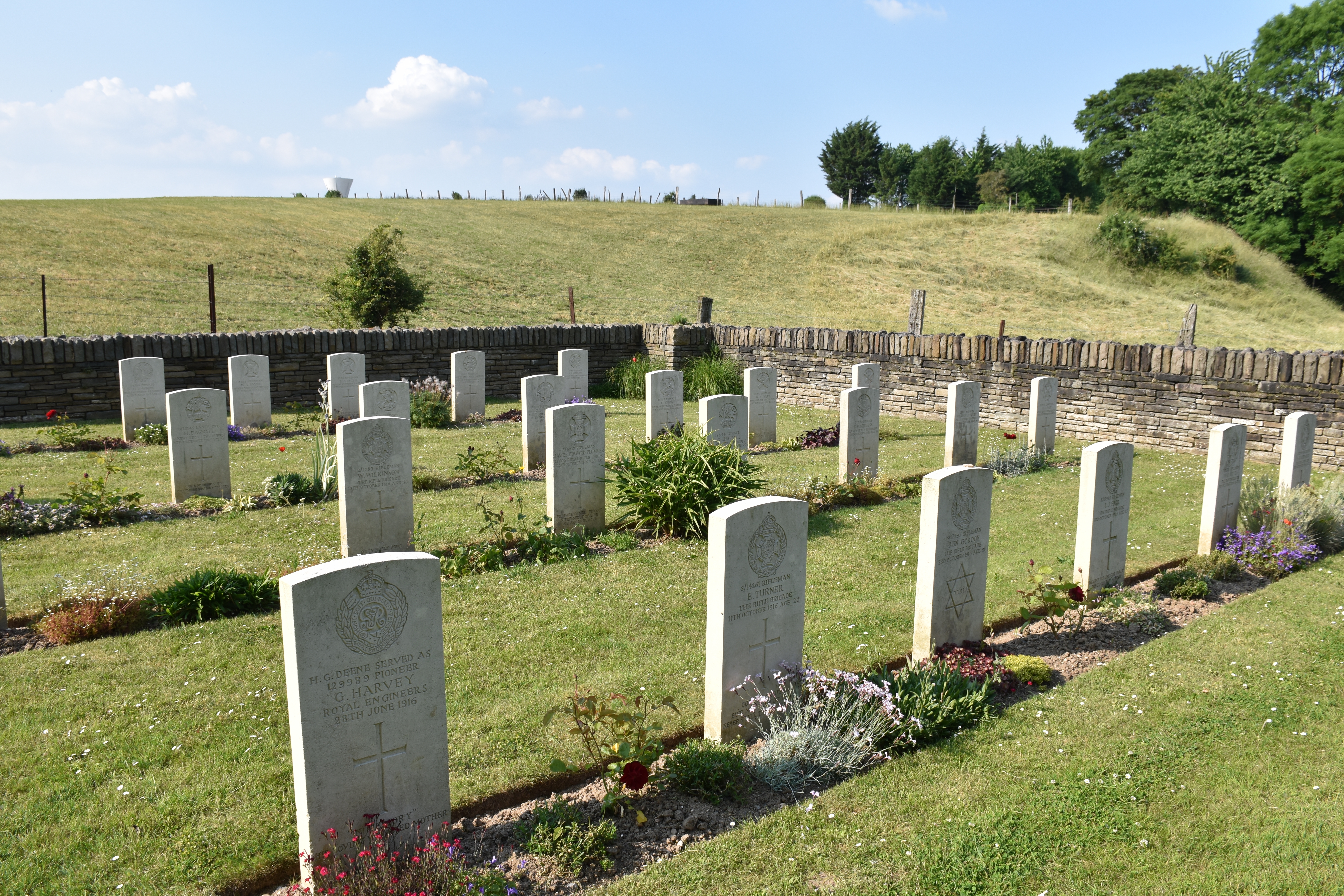
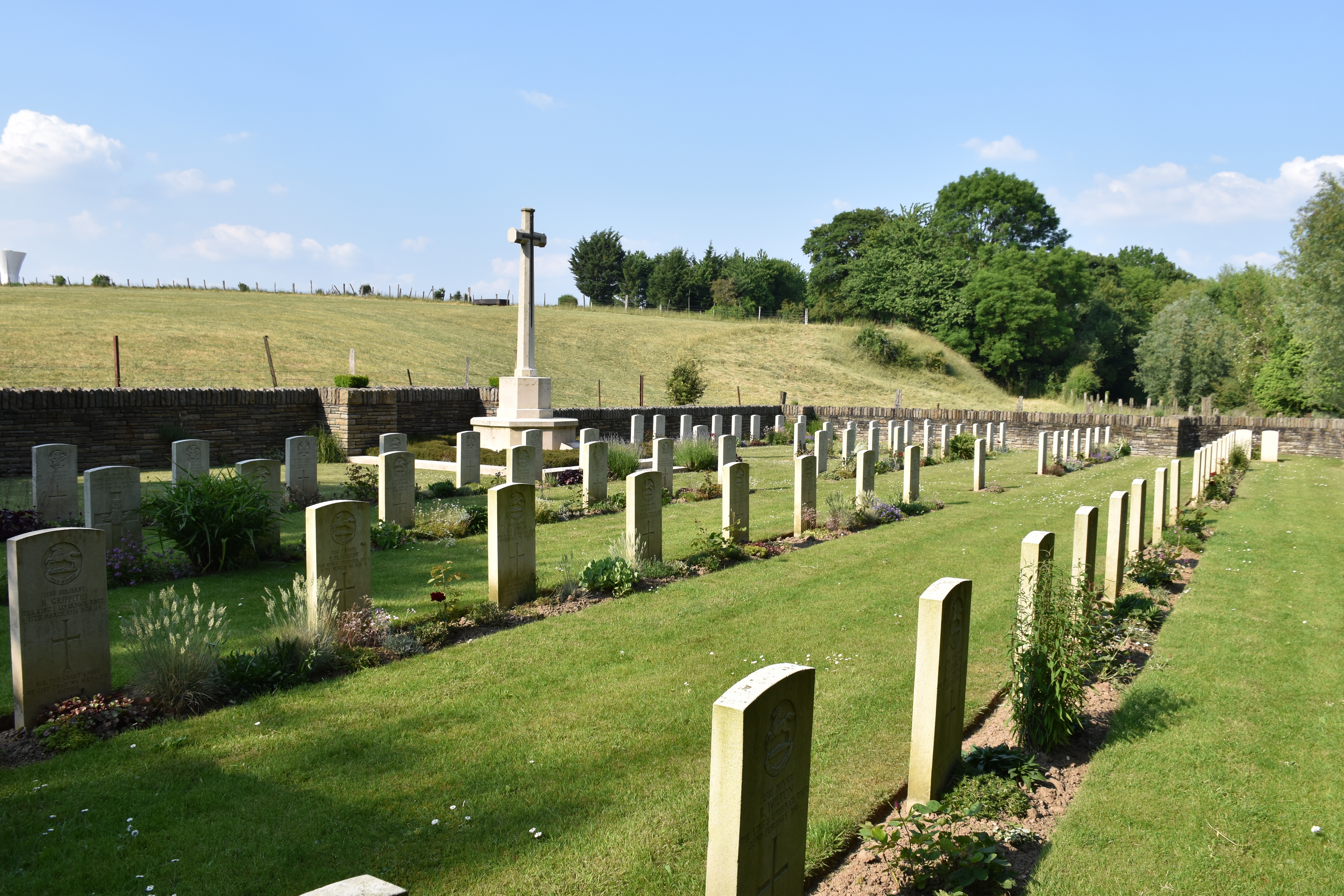
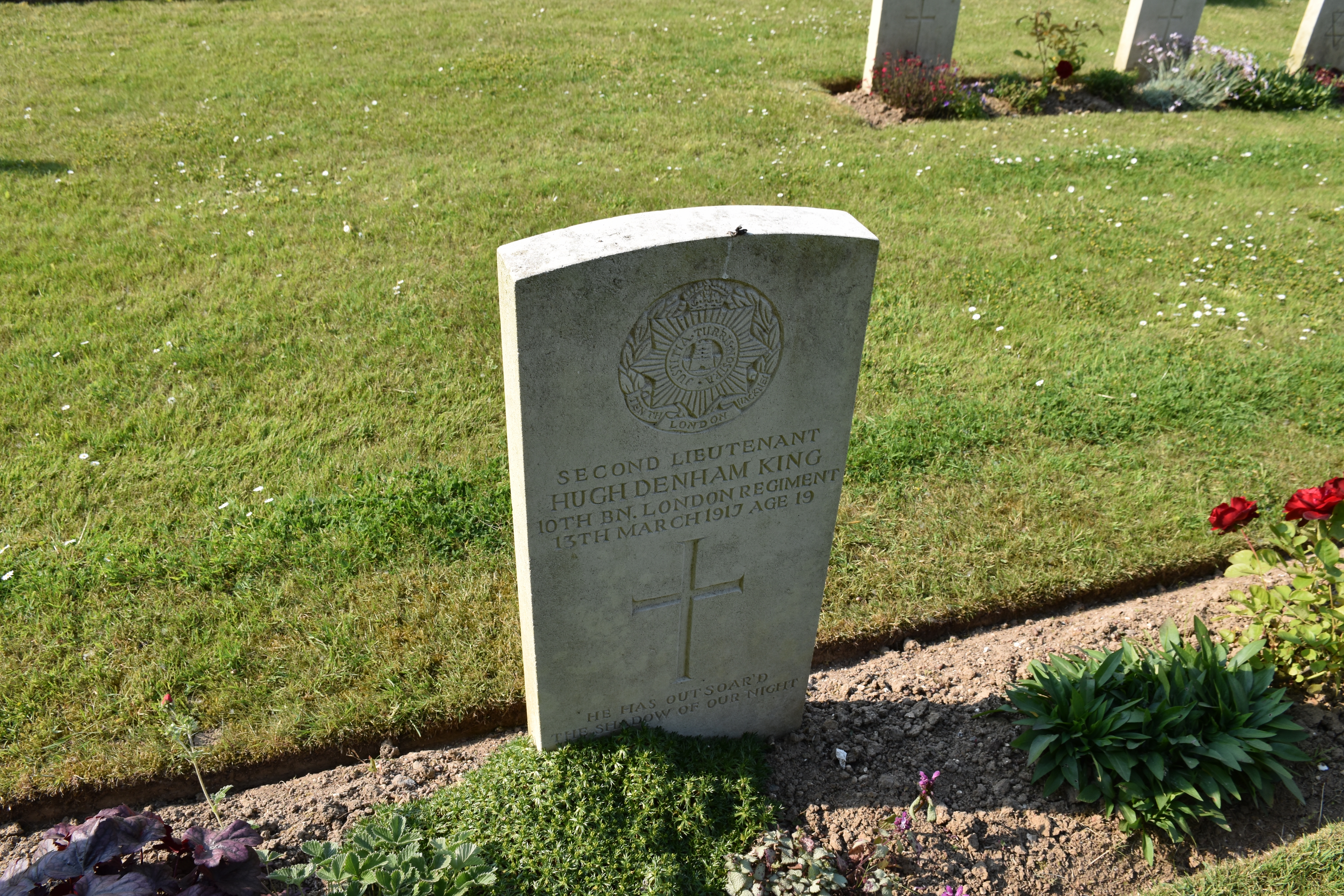

## Sépultures
| Pays        | Sépultures |
| ----------- | ---------- |
| Royaume-Uni | 81         |

## Pour approfondir